# Odile Gertze
Odile Madeline Muller (nhũ danh Gertze) (sinh năm 1988) là một nữ hoàng sắc đẹp Namibia đến từ Windhoek. Cô đã đăng quang cuộc thi Hoa hậu Namibia 2010 vào ngày 31 tháng 7 năm 2010  và trở thành một trong top 25 thí sinh lọt vào vòng bán kết hàng đầu tại cuộc thi Hoa hậu Thế giới 2010 tổ chức tại Tam Á, Trung Quốc.

## Đầu đời
Gertze đã tốt nghiệp Học viện thời trang Elizabeth Galloway năm 2009, tại Nam Phi, và trong quá trình theo học ở đó, cô đã có nhiều cơ hội để tích lũy được những kinh nghiệm để trở thành một người mẫu trong quá trình học tập. 
Cô hiện đang làm phóng viên tự do cho The Namibian thuộc chuyên mục thời trang của họ trong The Weekkender và trước đây cô làm công việc người mẫu, ví dụ như Photography for Print Media, Model portfolio, Ramp / fashion show, Meet & hello, Prom Promotion và các show thời trang.

## Hoa hậu Thế giới 2010
Là đại diện chính thức của đất nước cô khi tham dự cuộc thi Hoa hậu Thế giới 2010 được tổ chức tại Tam Á, Trung Quốc, Gertze trở thành một trong 20 thí sinh lọt vào vòng chung kết trong sự kiện theo dõi nhanh Miss World Talent được tổ chức vào ngày 26 tháng 10, kết thúc sự tham gia của cô với tư cách là một trong Top 25 thí sinh lọt vào bán kết cuộc thi Hoa hậu Thế giới 2010 vào ngày 30/10.

## liên kết ngoài
- Trang web chính thức của Hoa hậu Namibia Lưu trữ ngày 9 tháng 8 năm 2014 tại Wayback Machine